# Kaarlo Hillilä
Kaarlo Henrik Hillilä (* 27. Mai 1902 in Oulu; † 14. Mai 1965 in Helsinki) war ein finnischer Politiker des Landbundes, der unter anderem von 1938 bis 1946 erster Gouverneur der Provinz Lappland sowie zwischen 1944 und 1945 Innenminister Finnlands war.

## Leben
Hillilä nahm als 15-Jähriger mit Aaro Pakaslahti am Finnischen Bürgerkrieg 1918 teil und erlebte am 3. Februar 1918 die Eroberung von Oulu. 1919 war er als Angehöriger des von Hans Kalm kommandierten Freiwilligenregiments (Pohjan Pojat) Teilnehmer am Estnischen Freiheitskrieg und erlebte als solcher die Schlacht von Paju am 31. Januar 1919 sowie die Eroberung von Walk. Im Anschluss kämpfte er in den Finnischen Ostkriegszügen wie zum Beispiel bei Aunus. Danach setzte er seinen Schulbesuch am Suomalaisen Yhteiskoulun Lukio in Oulu fort und begann danach ein Studium der Rechtswissenschaften an der Universität Helsinki. Dort schloss er sich der akademischen Verbindung PPO (Pohjois-Pohjalainen Osakunta) an und lernte den späteren Ministerpräsidenten und Staatspräsidenten Urho Kekkonen kennen. Des Weiteren war er Mitglied des nationalistischen Akademischen Karelien-Vereins (Akateeminen Karjala-Seura, AKS) und arbeitete für die Staatspolizei. 1926 schloss er sein Studium mit einem Bachelor ab und legte nach Abschluss der Ausbildung 1929 die Assessorprüfung (Varatuomari) ab. Daraufhin wurde er Mitarbeiter in der Gemeindeverwaltung von Rovaniemi.
Bei der Präsidentschaftswahl 1937 gehörte er zum Wahlmännerausschuss und unterstützte die Kandidatur von Kyösti Kallio. 1938 wurde er erster Gouverneur der Provinz Lappland, die zuvor am 1. Januar 1938 aus der bisherigen Provinz Oulu herausgelöst wurde. Den Posten des Gouverneurs bekleidete er bis zu seiner Ablösung durch Uuno Hannula 1946, der das Amt bereits seit 1944 kommissarisch wahrgenommen hatte. Bei den Präsidentschaftswahl 1940 und 1943 unterstützte er als Mitglied des Wahlmännerausschusses jeweils die Kandidatur von Risto Ryti.
Hillilä wurde am 8. August 1944 als Innenminister in das Kabinett Hackzell berufen und bekleidete dieses Ministeramt vom 21. September bis zum 17. November 1944 im darauf folgenden Kabinett Urho Castrén sowie zwischen dem 17. November 1944 und dem 17. April 1945 im Kabinett Paasikivi II. Diese Amtszeit war geprägt von den Ereignissen im Zweiten Weltkrieg. Am 19. September 1944 schloss Finnland mit der Sowjetunion einen separaten Waffenstillstand. 1944/1945 folgte der Lapplandkrieg gegen Truppen der Wehrmacht, um sie zum Rückzug aus Nordfinnland zu zwingen. Darüber hinaus erfolgte 1944 die Legalisierung der bis dahin verboten, 1918 gegründeten Kommunistischen Partei Finnlands. Im Kabinett Paasikivi III bekleidete er vom 17. April 1945 bis zum 26. März 1946 das Amt des Ministers für Volksversorgung (Kansanhuoltoministeri). Gleichzeitig war er in diesem Kabinett zwischen dem 22. November 1945 und dem 26. März 1946 sowohl stellvertretender Sozialminister (Ministeri sosiaaliministeriössä) als auch stellvertretender Minister für Verkehr und öffentliche Arbeiten (Ministeri kulkulaitosten ja yleisten töiden ministeriössä).
Nach seinem Ausscheiden aus der Regierung war Hillilä zwischen 1946 und 1954 Generaldirektor der Sozialversicherungsanstalt in Helsinki. Nachdem er dort am 14. Oktober 1954 zunächst entlassen wurde, übernahm er auf Drängen des nunmehrigen Staatspräsidenten Urho Kekkonen dieses Amt 1958 erneut und hatte es bis zu seinem Tode 1965 inne.